# ラザク・ブカリ
アブドゥル＝ラザク・ブカリ（Abdoul-Razak Boukari, 1987年4月25日 - ）は、トーゴ・ロメ出身の同国代表サッカー選手。LBシャトールー所属。ポジションはミッドフィールダー、フォワード（ウイング）。

## 経歴
LBシャトールーでプロデビューし、2シーズンリーグ・ドゥで過ごした後、リーグ・アンに在籍していたRCランスに移籍した。
2012年8月27日、フットボールリーグ・チャンピオンシップに降格しスティーヴン・フレッチャーやマシュー・ジャーヴィスら攻撃陣を放出していたウルヴァーハンプトン・ワンダラーズFCと4年契約を結んだ。2013-14シーズン前半はFCソショーへのローンでプレーした。
2015-16シーズンを終え契約満了に伴いウルヴスを退団。古巣であるシャトールーのトレーニングに参加し、2016年8月21日に同クラブへ復帰することが発表された。

## 代表歴
元U-21フランス代表で、2007年のトゥーロン国際大会で優勝した。
2010年8月11日、親善試合のサウジアラビア戦でトーゴ代表として初出場した。2012年2月29日のケニア戦で代表初得点を挙げた。

## タイトル

### クラブ
ランス
- リーグ・ドゥ : 2008-09

### 代表
フランス U-21
- トゥーロン国際大会 : 2007